# 中国人民解放军海军青岛综合保障基地
35°43′01.73″N 120°00′20.95″E / 35.7171472°N 120.0058194°E
中国人民解放军海军青岛综合保障基地，位于山东省青岛市，隶属中国人民解放军北部战区海军，是中国首个航空母舰综合保障基地。

## 沿革
1950年4月，按照中央军委1949年12月电令，中国人民解放军第四野战军后勤部第二分部和第十二兵团直属队各一部，组成中国人民解放军海军青岛基地筹备委员会。1950年7月，中国人民解放军第二野战军三兵团第十一军机关和直属队奉调来青岛，与海军青岛基地筹备委员会组成中国人民解放军海军青岛基地。1950年9月9日，海军青岛基地正式成立。1960年5月，中共中央决定，以海军青岛基地为基础组建中国人民解放军海军北海舰队。1960年8月1日，海军北海舰队正式成立。同时撤销了青岛基地建制。
1969年10月，组建中国人民解放军海军烟台基地，11月正式成立，隶属北海舰队建制。1985年8月，为落实百万大裁军计划，海军烟台基地撤制，其领导机关移驻青岛．改称中国人民解放军海军青岛基地。2003年12月编制体制调整，海军青岛基地更名为中国人民解放军海军青岛保障基地。
2012年，成立中国人民解放军海军青岛综合保障基地。该基地是中国第一个航空母舰综合保障基地。依托古镇口军港和航母基地建设而在2014年6月成立的青岛市西海岸新区开始打造国际知名的海军城。
海军青岛综合保障基地即古镇口军港的所在地，原先是青岛市黄岛区滨海街道後小口子社区。2008年起，青岛小口子地区共迁走6个村，以建造海军青岛综合保障基地。《汉和防务评论》曾经称，前小口子村是中国人民解放军海军北海舰队最大的海军基地，拥有维修船坞，可维修北海舰队主要水面舰艇。2008年起，又开始在後小口子村兴建大型栈桥，其中仅供辽宁舰停靠的栈桥便长达1,600米。这里距韓國西海岸不超過570公里，距日本長崎970公里，古镇口军港臨海處岸陡水深，適合航母之类的大型水面艦艇停靠，超長的艦橋也是為包括補給船、學員船隊等航母輔助艦隻使用。2013年2月26日，辽宁舰首次出海，驶离大连港，2013年2月27日首次靠泊海军青岛综合保障基地。这意味着辽宁舰的訓練海域主要位於黃海和東海

## 历任领导
| 海军青岛基地司令员 1. 易耀彩（1950年10月—1953年2月） 2. 方强（1953年2月—6月，海军第三副司令员兼代） 3. 易耀彩（1953年6月—11月，赴苏联学习） 4. 王政柱少将（1956年7月—1959年12月） 5. 刘昌毅少将（1959年12月—1960年7月） 海军烟台基地司令员 1. 苏军（1970年1月—1975年8月） 2. 王金锁（？—1979年） 3. 康烈功（1979年2月—1981年3月） 4. 马辛春（？—1982年8月） 5. 杨柱（？—？） 6. 姜德廷（1983年8月—1985年12月） 海军青岛基地司令员 1. 姜德廷海军少将（1985年12月—1990年2月） 2. 马建新海军少将（1990年5月—1995年12月） 3. 赵兴发海军中将（1995年12月—1998年12月） 4. 韩芳润海军少将（1998年12月—2003年12月） 海军青岛保障基地司令员 1. 刘心成海军少将（2003年12月—2006年12月） 2. 陈玉礼海军大校（2006年12月—2008年） 3. 刘庚群海军大校（2008年—2011年12月） 海军青岛综合保障基地司令员 1. 张林海军大校（2012年—2016年） 2. 王培杰海军大校（2016年—） | 海军青岛基地政治委员 1. 赖可可（1950年10月—1957年，第一政委，青岛市委书记兼） 2. 段德彰（1950年10月—1952年，第二政委） 3. 卢仁灿少将（1952年—1959年，第二政委） 海军烟台基地政治委员 1. 胡汉生（1970年1月—？） 2. 赵伟（？—？） 3. 刘友法（1977年11月—1978年11月） 4. 刘作良（1978年7月—1979年9月，代理） 5. 苏民（1979年9月—1983年8月） 6. 佟国荣（1983年8月—1984年9月） 7. 王进满（1984年9月—1985年12月） 海军青岛基地政治委员 1. 王进满海军少将（1985年12月—1990年6月） 2. 马连山海军少将（1990年6月—1992年7月） 3. 权增德海军少将（1990年7月—1992年10月） 4. 李俊琏海军中将（1992年10月—1994年12月） 5. 邓宏海军少将（1994年12月—1998年12月） 6. 齐春义海军少将（1998年12月—2000年12月） 7. 于常启海军少将（2000年12月—2002年12月） 8. 张玉玺海军少将（2002年12月—2003年12月） 海军青岛保障基地政治委员 1. 王登平海军少将（2003年12月—2006年1月） 2. 周志亮海军大校（2006年1月—2010年） 3. 杨志亮海军大校（2010年—2011年） 海军青岛综合保障基地政治委员 1. 孙成杰海军大校（2012年—） |